# Pendro
Pendro (curdo: پێندرۆ Pêndro‎) é uma aldeia curda no Curdistão iraquiano, localizado na província de Arbil, perto da fronteira com a Turquia, está localizado a aproximadamente 15 a 18 km ao norte de Barzan, de população mais de 2540 pessoas.